# Guer (dinastía jasídica)
La dinastía jasídica de Guer (en hebreo: חסידות גור) se originó en la población polaca de Guer, el nombre en yidis de Góra Kalwaria, un pequeño pueblo de Polonia. El fundador de la dinastía fue el Rabino Yitzchak Meir Alter (1798-1866), conocido como el Chiddushei HaRim, por una obra suya que lleva ese título. Antes del Holocausto, se estimaba que los seguidores de la jasidismo de Guer eran unos 100.000, lo que lo convertía en el grupo jasídico más grande e influyente de Polonia. Hoy en día, el movimiento tiene su sede en Jerusalén y cuenta con unos 13.000 miembros, la mayoría de los cuales viven en Israel, lo que convierte a Guer en la mayor dinastía jasídica de la Tierra de Israel. Sin embargo, también hay comunidades de jasidim de Guer bien establecidas en Brooklyn, Nueva York y en Londres, Reino Unido, y también hay comunidades menores de jasidim de Guer, en Toronto, Ontario, Canadá, y en Los Ángeles, Estados Unidos.

### Historia de la jasidut de Guer
Después de la muerte del Rabino Kotzker en 1859, la gran mayoría de sus seguidores eligieron al Rabino Yitzchak Meir Alter, su discípulo más cercano, como su nuevo rabino. En esa época, Alter vivía en Varsovia, Polonia, y dirigía allí al principal grupo de jasidim de Kotzker. Poco después de aceptar el liderazgo de los jasidim de Kotzker, fue nombrado rabino y jefe del Beit Din de Guer (la corte rabínica de Guer). Se trasladó a Guer, y se convirtió en el rabino y fundador de la dinastía de Guer.
Después de la muerte de Alter en 1866, sus seguidores querían que su nieto de dieciocho años, Yehudah Aryeh Leib Alter, lo sucediera. Cuando él no quiso aceptar esa posición, la mayoría de los jasidim de Guer se convirtieron en los seguidores de Chanokh Heynekh HaKohen Levin, el antiguo rabino de Prushnits y Krushnevits. Después de la muerte de Levin en 1870, Yehudah Aryeh Leib (conocido póstumamente como el Sfas Emes) succedió.
El successor de Leib fue su hijo mayor, Abraham Mordechai Alter (conocido como el Imrei Emes). En 1926 Alter estableció una yeshivá en Jerusalén, nombrándola con el nombre de su padre. Se estableció una sucursal de la yeshivá en Tel Aviv, que más tarde fue llamada Yeshivas Chiddushei HaRim.

### Distribución de los jasidim de Guer
Casi todos los jasidim de Guer que vivían en Europa antes de la guerra (aproximadamente 100.000 jasidim) fueron asesinados por los nazis en el Holocausto. El Rabino Avraham Mordechai Alter, que logró escapar, se dedicó a la tarea de reconstruir el movimiento en el Mandato Británico de Palestina. Es generalmente aceptado que el rabino de Guer fue liberado por los nazis, y entonces fue capaz de trasladarse a Palestina, debido a un rescate muy grande pagado por sus seguidores a los nazis.
Bajo sus líderes de la posguerra, el movimiento comenzó a florecer de nuevo. En la actualidad, en ocasiones importantes como Rosh Hashana y Shavuot, más de 12.000 jasidim pueden reunirse en la sala de estudio principal de la jasidut de Guer.
Existen grandes comunidades de jasidim de Guer en Israel en Asdod, Bnei Brak y Jerusalén, donde viven miles de jasidim, y hay una comunidad algo más pequeña de jasidim de Guer en Brooklyn, Nueva York.
También se han establecido comunidades más pequeñas con decenas o cientos de jasidim en pequeñas ciudades de Israel, como Arad en el desierto del Néguev, Hatzor HaGlilit en Galilea, Kiryat HaRim Levin en Tel Aviv, Beit Shemesh y Kiryat Gat, y en grandes ciudades del Mundo, como Lakewood, Nueva Jersey, Los Ángeles, California, Londres, Reino Unido, Amberes, Bélgica, Zúrich, Suiza y Toronto, Ontario, Canadá.
Guer mantiene una red educativa bien desarrollada de escuelas Talmud Torá, yeshivás y colegios, así como escuelas para niñas Bais Yaakov. Sus líderes dominan el movimiento religioso y el partido político Agudat Israel en el Estado de Israel.

### Características de los jasidim de Guer
Los hombres se distinguen por una vestimenta oscura jasídica, y por llevar los pantalones metidos dentro de unos calcetines llamados hoyzn-zokn. Los varones llevan un sombrero de fieltro redondo. Durante el Shabat y las fiestas judías, los hombres casados llevan el sombrero de piel circular de los judíos jasídicos polacos llamado spodik (no confundir con el shtreimel que llevan los hombres casados de los grupos jasídicos que no provienen de Polonia). Guer sigue el camino del Rabino Kotzker al enfatizar el servicio a Dios de una manera aguda y objetiva, en oposición a la orientación mística y espiritual de otros grupos jasídicos. Guer pone mucho énfasis en el estudio del Talmud.
La jasidut de Guer produjo uno de los más prolíficos compositores de música litúrgica judía de todos los tiempos, el judío Yankel Talmud (1885-1965). Conocido como "el Beethoven de los rabinos de Guer". Yankel Talmud compuso docenas de nuevas melodías cada año para los servicios de oración, incluyendo marchas, valses y melodías de baile. Aunque no tenía formación musical y ni siquiera sabía leer música, Yankel Talmud compuso más de 1.500 melodías, la mayoría de ellas cantadas por él y por su coro en la sinagoga principal de Guer en Polonia e Israel. Varias de las composiciones de Yankel Talmud todavía son ampliamente cantadas hoy en día, incluyendo su conmovedora melodía de marcha "Shir Hamaalot", interpretada en muchas bodas, y "Lo Sevoshí", cantada en los oratorios jasídicos.

### El quinto Rebe de Guer
Bajo el liderazgo del quinto Rabino de Guer, el Rabino Yisrael Alter, conocido como el Beis Yisrael, la organización Ichud Mosdos Gur (Unión de Instituciones de Guer) fue establecida como el organismo responsable de financiar a todas las instituciones educativas afiliadas a Guer en la Tierra de Israel. Actualmente existen alrededor de 100 instituciones de este tipo. El Rabino Beis Israel ayudó a reconstruir la jasidut de Guer después de su destrucción virtual durante la Segunda Guerra Mundial.

### Liderazgo de la dinastía Guer
1-Rabino Yitzchak Meir Alter (1798 - 10 de marzo de 1866), también conocido como el Chiddushei HaRim. Fue un notable estudiante del Rabino Kotzker, y un prominente erudito contemporáneo. Asumió el liderazgo de los jasidim de Guer en 1859.
2-Rabino Chanoch Heynekh HaKohen Levin de Alexander (1798 - 21 de marzo de 1870), colega de Yitzchak Meir. Rebe de Guer de 1866 a 1870.
3-Rabino Yehudah Aryeh Leib Alter (1847-1905), también conocido como el Sfas Emes. Nacido en Varsovia, Polonia. Murió en Góra Kalwaria. Escribió obras talmúdicas y comentarios de la Torá que se conocen dentro y fuera de las corrientes jasídicas. Nieto del rabino Leib Alter. Rebe de Guer de 1870 a 1905.
4-Rabino Avraham Mordechai Alter (25 de diciembre de 1866 - 3 de junio de 1948), también conocido como el Imrei Emes. Hijo del Rabino Leib Alter. Rebe de Guer de 1905 a 1948.
5-Rabino Israel Alter (12 de octubre de 1895 - 20 de febrero de 1977) también conocido como el Beis Yisroel. Hijo del Rabino Avraham Mordechai. Rebe de Guer de 1948 a 1977.
6-Rabino Simchah Bunim Alter (6 de abril de 1898 - 6 de agosto de 1992), también conocido como Lev Simcha. Hijo del Rabino Avraham Mordechai. Rebe de Guer de 1977 a 1992.
7-Rabino Pinchas Menachem Alter (9 de junio de 1926 - 7 de marzo de 1996), también conocido como el Pnei Menachem. Hijo del Rabino Avraham Mordechai. Rebe de Guer de 1992 a 1996.
8-Rabino Yaakov Aryeh Alter (nacido en 1939). El único hijo del Rabino Simcha Bunim. Rebe de Guer desde 1996 hasta el presente.